# Slávek
Slávek je mužské rodné jméno, pravděpodobně znamenající slavící nebo oslavovaný, ale má i jiný význam neznámého původu.

## Známí nositelé
- Slávek Janoušek – český písničkář
- Slávek III. Hrabišic – osecký opat
- Slávek Janda – český kytarista
- Slávek (hroch) – hroch z pražské ZOO
- Slávek Popelka – český politický vězeň
- Slávek Klecandr – český zpěvák

## Cizojazyčné formy
V jiných jazycích se používají formy:
- Slavo (chorvatština)

## Zdrobnělina
Používá se jako zdrobnělina více křestních jmen:
- Slavomír
- Slavoj
- jména končící na -slav (Jaroslav, Miroslav, Bohuslav, Ladislav, Stanislav atd.)